# グラインドシューズ

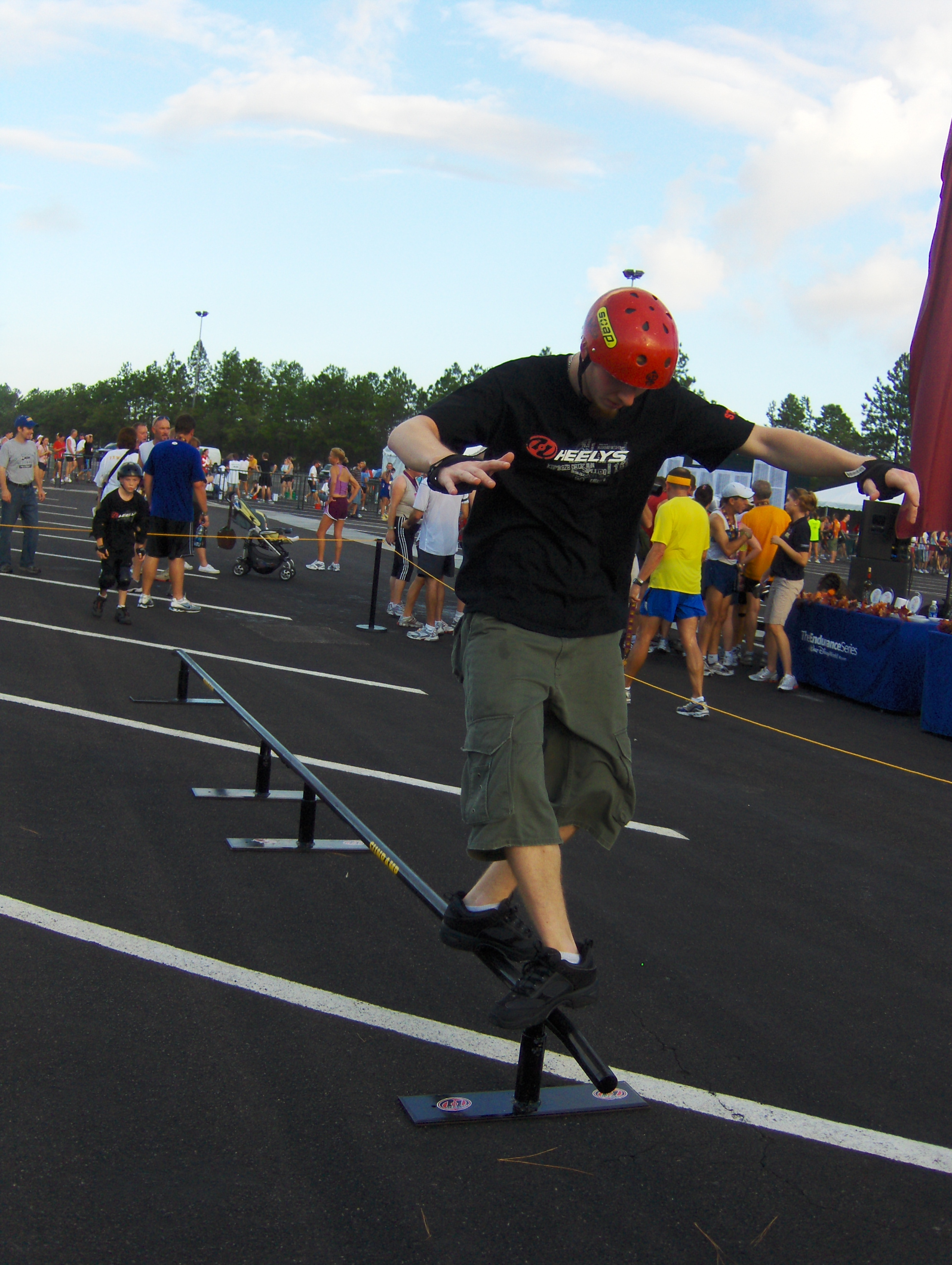
ソープシューズ、またはヒーリーズでのレールグラインド

グラインドシューズとは、底面の一部に滑り易い加工を施したスニーカー。アグレッシブインラインスケートで手摺りなどの上を滑る「グラインド」と呼ばれる技を、インラインスケートを用いずに行なう為のもの。